# Thorstrup Sogn

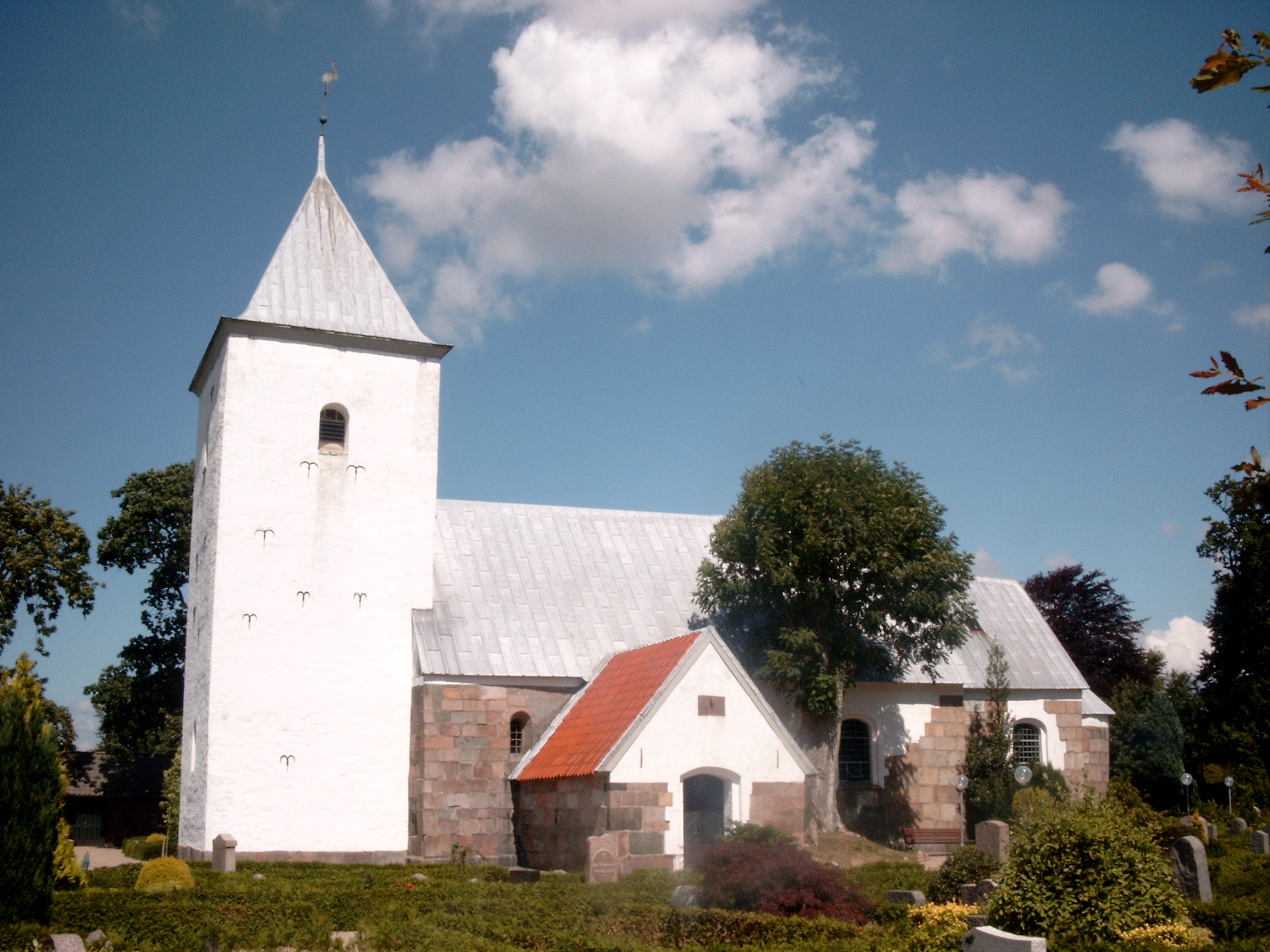
Thorstrup Kirke

Thorstrup Sogn ist eine Kirchspielsgemeinde (dän.: Sogn) im südlichen Dänemark. Bis 1970 gehörte sie zur Harde Øster Horne Herred im damaligen Ribe Amt, danach zur Varde Kommune im erweiterten Ribe Amt, die im Zuge der  Kommunalreform zum 1. Januar 2007 in der „neuen“  Varde Kommune in der Region Syddanmark aufgegangen ist.
Im Kirchspiel leben 1110 Einwohner (Stand:1. Januar 2023). Im Kirchspiel liegt die Kirche „Thorstrup Kirke“.
Nachbargemeinden sind im Norden Horne Sogn, im Nordosten Tistrup Sogn, im Osten Hodde Sogn, im Südosten Øse Sogn, im Süden Næsbjerg Sogn und im Westen Varde Sogn.